# Довгошиї
Довгоши́ї — село в Україні,у Млинівській селищній громаді Дубенського району Рівненської області. Село розташоване в південній частині Рівненської області в зоні лісостепу.на північному сході Дубенського району за 60 кілометрів від м. Рівного,  за 22 км від центру громади, за 27 км від залізничної станції Олика. До 2016 - центр однойменної сільської ради. Біля села протікає річка Путилівка. Село межує з таким селами як Пітушків, Пісників, Річище. Через село проходить автошлях. Дворів — 400, населення — 960 чоловік.

## Історія
Перші згадки про назву (Долгиє Шии, Долгьиє Шии) фіксуються 1433 та 1452 роками. Теодорович Микола Іванович в «Історико-статистичному описі церков та приходів Волинської єпархії» за 1889 уже подає назву Долгошеи.
Трактуючи походження назви, варто вдатися до словника української мови. У ньому зустрічається слово довгошиїй, тобто «з довгою шиєю».
Автор книги «Стара Волинь та Волинське полісся» (Вінніпег, 1992 р.) Цинкаловський Олександр Миколайович першу згадку про Довгошиї відносить до 1452 р. Цим роком датується грамота великого князя Льва Свидригайла, якою село дарується Юрчі Терешкевичу.
Відповідно до Луцького поборового реєстру Довгошиї у 1577 році належали Олицькому замку.
За народними переказами, перші жителі селилися у великому дубовому лісі (одна з вулиць і нині називається Дубина). Поселення назвали Городищем. Мали намір збудувати тут містечко. Та не судилося. Великої біди зазнало село від набігу татар. Воно, по суті, перетворилося на суцільну руїну. Згодом люди поселилися вздовж невеликої річки Путилівки. Низовина, де знайшли місце зруйнованого Городища, простяглася між горами у вигляді довгого перешийка. Звідси, як стверджують старожили, і пішла назва села Довгошиї.
Нині в селі Довгошиї є 14 вулиць: Шкільна, Заводська, Галузниця, Ровенка, Могильна, Калмівка, Козігори, Радянська, Набережна, Озерна, Польова, Дейнекова, Підбогушівка, Застав'є. Кожна із них має свою неповторну історію. Члени краєзнавчого гуртка опитали старожилів нашого села і зібрали цікавий матеріал про історію походження назв вулиць села.
У давнину селяни займалися землеробством та гончарним ремеслом. З білої глини виробляли горщики, черепицю та інші побутові речі.
Характерно, що Довгошиї на своєму історичному шляху переживали різні перипетії — село програвали в карти, передавали у власність нащадкам. Особливо розбудувала поселення пані Богушова. Але ця розбудова стосувалася лише її «червоного дому».
У XIX ст. у мальовничому місці був споруджений маєток пана Кожуховського. Натомість, окрім панського двору, зовнішній вигляд Довгошиїв був в цілому непривабливий.
До «економії» поміщика Кожуховського належали кріпаки не тільки з Довгошиїв, але й з навколишніх сіл. Вони працювали на гуральні та гончарному заводі, який розміщався на околиці села.
Попри те, що селяни в день і вночі гнули спини на пана, він примушував їх будувати мости і нові приміщення, платити податки грошима і продуктами за випас, дрова, обробіток своїх наділів.
У 1850 р., після смерті Кожуховського, земля перейшла у володіння його сестри, яка була теж жорстокою гнобителькою. У 1911 р. пані Софії Богушевич-Кожуховій у селі належало 2544 десятини землі.
Спалахнуло повстання. Проте незабаром воно було жорстоко придушено.
Як стверджують «Волинські єпархіальні відомості» (1889 р.), церква у Довгошиях збудована 1802 р. на місці старої. Освячена в ім'я великомученика Юрія Змієборця. Двічі ремонтована — у 1847 та 1868 р. Священику платили 244 руб., псаломщику — 50 руб., проскурниці — 16 руб. Дворів — 139. Прихожан-1100. З них римо-католиків — 62, євреї — 65.
7 (20) листопада 1917 року, відповідно до Третього Універсалу Української Центральної Ради, увійшло до складу Української Народної Республіки.
Внаслідок поразки Перших визвольних змагань село відходить до складу Польщі.
У 1922 р. населення відмовилося визнавати окупаційний польський режим, відбулася сутичка з поліцією.
1925 р. в населеному пункті створено осередок КПЗУ, організатором якого став Прохор Васильович Чайка (вбитий польською поліцією в 1938 р.). У 1932 р. відбувся ярмарковий страйк в Олиці, у якому брали участь 50 чоловік з Довгошиїв. Причина — підвищення мита, яке збиралося магістратом. Однак страйк не мав рішучого характеру, а тому був придушений.
1936 рік ознаменувався тим, що тоді жителі села в знак солідарності з іспанським народом провели тематичні збори «Ми з тобою, героїчний іспанський народ», на яких вирішили зібрати кошти шляхом виступів художньої самодіяльності і послати їх у фонд боротьби.
У тому ж 1936 р. в Довгошиях відбулася першотравнева демонстрація, основним організатором якої був Іван Улянович Теслюк, за що й арештований польською поліцією.
Колгосп у Довгошиях створено за рік до німецько-радянської війни. Першим його головою став Оксен Григорович Теслюк. Перший голова сільради — Федір Синюк. Однак мирна праця перервалася воєнними лихоліттями.
Згадує очевидець подій Дмитро Степанович Гребінович. «Влітку 1941 року через наше село Довгошиї пройшли червоні війська, які відступали з міста Бреста, що знаходиться на кордоні України, у сторону м. Рівне. Через декілька днів в село прийшла німецька розвідка на бронемашинах, яка розшукувала червоні війська. Ще через два дні через село йшла колона німецьких військ, що йшла з Острожця на Рівне, зупинилась в нашому селі надвечір 26 червня в районі парку і навколишній біля нього території. У німецьких військ було багато різної техніки: бронемашини, танки, машини, мотоцикли.
В цей самий час в сторону нашого села рухалась танкова дивізія червоних військ, яка дислокувалась в лісі за селом Олика і пересувалася з території Полісся.
Червоні війська мали на своєму озброєнні важку артилерію та три танки під назвою „Кіровка“ (КВ-1, КВ-2). Один з цих танків вийшов з ладу на мості в селі Мительне, проламавши при цьому міст через річку Путилівка. Другий танк дійшов до села Пітушків де також зупинився, проламавши міст через річку. На той час мости, переправи через річку в сільській місцевості будували дерев'яні і вони не могли витримувати такої великої ваги танків. Третій танк прибув у село Довгошиї і зупинився десь приблизно біля сучасного „Кафе“. Розвідка червоних військ, що йшла по переду основних сил, доповіла своєму командуванню, що німецькі війська зупинилися на території села Довгошиї. Десь о 2-3 годині ночі розпочався бій. Солдати червоних військ вбивали ще сплячих німців і змогли здобути швидку перемогу.
Німецькі солдати відступили, залишивши на полі бою військову техніку, поранених та вбитих солдат.
Після відступу гітлерівців над селом літав німецький розвідувальний літак, який шукав місця розташування червоних військ. Другий бій відбувся на території нашого села 2 липня 1941 року. Зі сторони Богушівки на село рухалася німецька піхота без машин і танків. Німецькі солдати йшли із закачаними рукавами з автоматами в руках. Бій тривав до півдня. Червоні війська програли бій і змушені були відступити. Після полудня німці зайняли село. Вони зібрали разом із жителями села побитих німецьких солдатів і солдатів червоних військ і поховали їх. Солдат червоних вони поховали у великій ямі, без хрестів (місце теперішнього обеліска Слави). Німецькі солдати були поховані у великій могилі на території парку з дерев'яними хрестами, які з роками були зруйновані і часом і самими людьми.»
Взагалі за гітлерівської окупації німці вивезли на примусові роботи до Німеччини 70 чоловік. У війні на боці СРСР брало участь 183 жителі села, з яких радянським урядом було нагороджено 60 чоловік. Загинуло 98 односельців. На їх честь радянською владою було встановлено обеліск Слави.
Після війни чимало довгошиївців потерпіли від радянської влади за те, що були прихильники національних ідей.
Після війни почалася відбудова зруйнованого села. Одним з найактивніших, хто долучився до цієї справи, був Володимир Данилович Синюк. З підірваним здоров'ям він повернувся з фронту, та не шкодував сил для праці. День і ніч видзвонювала кузня коваля. Цьому ремеслу навчив сина батько Дмитро Юхимович. Теж учасник війни. Врешті вся сім'я Синюків відзначалася трудовою наполегливістю. Ніна і Марія — на фермі, Петро — електриком, Микола — трактористом. Усі в пошані. I таких славних трудових сімей в Довгошиях чимало.
У 1949 р. селян змусили знову об'єднатись. Створили два колгоспи — імені Сталіна та імені Кірова. У 1952 р., укрупнившись, колективні господарства об'єдналась в сільгоспартіль, яка одержала назву «Шлях до комунізму». Вона була однією з найбільших в районі. За нею закріплено 2063 га землі, з них 1548 га орної. Були хорошими і результати господарювання. Так, у 1971 р. в колгоспі вирощено по 425 ц з 1 га цукрових буряків, вироблено по 121 ц м'яса та по 787 ц молока на 100 га угідь. Були й високі нагороди за працю. У 1967 р. колгосп нагороджений перехідним Червоним прапором Ради Міністрів СРСР та Укрпрофради. Ордененосцем найвищої на той час нагороди — ордена Леніна — став бригадир Ф. П. Богданець.
У 1963 р. в селі налічувалось 1710 жителів, які мали в своєму користуванні 3 легкових автомобілі, 11 мотоциклів, 405 велосипедів, 2 телевізори та 63 радіоприймачі.

## Сучасність
З 24 серпня 1991 року село входить до складу незалежної України.
До 2006 року у селі Довгошиях діяло два агроформування: «Хлібороб» (очолював М. В. Телетьон), «Весна»(очолював Ф. Р. Бугай). в наш час[коли?] вони розформовані. По сільській Раді розпайовано 14559 га землі, 697 жителів села отримали сертифікати на право власності на землю. Зараз на території с. Довгошиї утворено приватне підприємство «Ідна» (очолює Голуб В. К.) та СВГ «Ако» (очолює Сорока С. В.)
На даний час у селі розташувалися середня НВК на 640 місць (яка має свій сайт та сторінку у Фейсбук), у якій навчається 171 учень, працює 23 учителі, будинок культури, Публічно — шкільна бібліотека, відділення зв'язку з автоматичною телефонного станцією, амбулаторія.
12 червня 2020 року, відповідно до розпорядження Кабінету Міністрів України № 722-р від «Про визначення адміністративних центрів та затвердження територій територіальних громад Рівненської області», увійшло до складу Млинівської селищної громади.
19 липня 2020 року, в результаті адміністративно-територіальної реформи та ліквідації Млинівського району, село увійшло до складу Дубенського району.
Престольний празник — на Юрія (6 травня).

## Населення
Згідно з переписом УРСР 1989 року чисельність наявного населення села становила 1164 особи, з яких 540 чоловіків та 624 жінки.
За переписом населення України 2001 року в селі мешкали 1102 особи.

### Мова
Розподіл населення за рідною мовою за даними перепису 2001 року:
| Мова       | Відсоток |
| ---------- | -------- |
| українська | 99,10 %  |
| російська  | 0,90 %   |

## Органи влади
Довгошиївська сільська рада

## Підприємництво
На території сільської ради працює приватне підприємство ТзОВ «ІДНА» яке займається розведенням птиці, зокрема курей (очолює Голуб В. К.).
СВГ «Ако» (очолює Сорока С. В.).

## Освіта

### Довгошиївський ліцей
Невід'ємною складовою історії села є історія школи.  На початку минулого століття у селі Довгошиї було два приміщення, де навчалось всього 50 учнів. Класи розміщались в будинках місцевих жителів і були досить тісними та холодними. Жителі села не раз звертались до повітових органів влади з проханням виділити кошти на будівництво школи, та це не давало бажаного результату протягом багатьох років. Лише у 1935 році повітові органи влади виділили на будівництво школи 24 тисячі злотих, з яких 5 тисяч жителі відробили на шарварку. Ще 12 тисяч злотих здали самі селяни. Кожен здавав по 5 злотих від землі. Спеціально був створений комітет з 12 чоловік, який займався збиранням коштів, підбором селян на будівництво, виділенням підвід для вивезення лісоматеріалів, вапна, очерету, глини. Найактивнішу участь у збиранні коштів взяв Мельничук Іван Дмитрович, який особисто зібрав 10 тисяч злотих.  Та і цих грошей виявилося мало і жителі села поставили платну п'єсу «Наталка Полтавка», яка дала «додатку» ще 1200 злотих.
Місце для нової школи вибрали в центрі села, яке було вільним і мало велику площу. Від цього місця, за, розпочиналися три вулиці села; для більш віддалених вулиць, таких як Калмівка, Козігори, Підбогушівка була однакова віддаль до школи.
Розпочали будувати школу в 1935 році силами місцевих жителів. Проект будівництва школи був складений інженером, присланим з Луцька, який пробув тут до закінчення будови.
Здали в експлуатацію перший корпус лише в 1938 році. Друга частина була ще без вікон і дверей і добудувалася в 1939 році. Озеленення двору школи почалося весною 1939 року, а сад заклали 1940 року.
Класів в 1938 році було шість, в 1939 році — сім. Учнів в цих класах нараховувалося на 1 вересня 1939 року — 126, вчителів зі спеціальною освітою — 6, з середньою освітою — 5.
До 1939 року в школі викладали релігію, польську мову, українську мову, географію, арифметику, геометрію, історію та інші предмети.
З 1939 року було  введено новий предмет — викладання російської мови і виключено польську. Першим директором нової школи став Самборський М. Н.
Всі, хто вчився в 1939—1941 роках, закінчили по сім класів. Більшість з них жили і працювали в рідному селі, частина виїхала за його межі.
Війна внесла свої корективи в навчання учнів — їх кількість стала зменшуватись і в 1942 році зменшилась до 50 учнів. У 1943 році школа не працювала, бо її закрили і перетворили на склад.
Лише по звільненні території села від німецько-фашистських загарбників в 1944 році школу відкрили знову. Але кількість учнів збільшувалась повільно. Повернення до мирної праці внесло в життя школи певні зміни. В 1947 році була створена піонерська організація, першим вожатим якої був Герасимчук Овдій Йосипович. В 1949 році його змінила Жур Галина Федорівна. Піонерська організація спочатку налічувала лише сім учнів, а першим піонером став Теслюк Дмитро Семенович, який потім працював вчителем української мови та літератури в місті Ровно.
Кількість членів піонерської організації зростала і в 1952 році вона дала з своїх рядів перших комсомольців.
З 1950 року семирічну школу села перетворили в десятирічку. Перший випуск був в 1953 році. Починаючи з 1953 року по 1989 рік школа дала 36 випусків десятикласників.
В квітні 1990 року учні школи перейшли на навчання до нового приміщення, розташованого на вулиці Радянській.
На даний момент тут також з навколишніх сіл вчаться учні 10-11 класів.

## Культура
Довгошиївська публічно-шкільна бібліотека
У маєтку відомого, на той час, польського офіцера Альфонса Солоневича зробили хату-читальню, а його самого вислали на Сибір. Згодом, а це в 1956 р. Першим бібліотекарем була Єлизавета Абрамівна Максимчук, яка згодом виїхала в м. Дубно.
У 1959 р. бібліотеку прийняла Соловонюк Ганна Іванівна. Бібліотека налічувала 100 читачів, заробітна плата завідувачки становила 480 крб., а в 1961 р. — 50 крб. Надходження літератури на рік було не менше 10 посилок. Організовували виставки, як до політичних, так і до визначних дат. Бібліотекар входила до агітбригади села. Організовувались концерти, виїзди у сусідні села. Ганна Іванівна випускала стінгазети «Тваринник», «Полівка» (з такою газетою виходили в поле до буряководів. В ній писали про передових ланкових, обсяг зробленої роботи).

## Медицина
Довгошиївська амбулаторія загальної практики — сімейної медицини, обслуговує територію чотирьох сільських рад,7 сіл, радіус обслуговування 12 кілометрів, загальна кількість населення — 3440 чол., у тому числі 1055 дітей у віці до 17 років , 1192 людини похилого віку.
Кількість штатних посад — 8, працюючих фізичних осіб — 8 (1 сімейний лікар, 3 помічники сімейного лікаря, молодша медична сестра, водій, завідувачка аптекою, лікар-стоматолог).
В амбулаторії функціонує десять кабінетів. Серед них: кабінет прийому лікаря, стоматологічний, перевязочно-маніпуляційний, фізкабінет, лабораторія, кабінет здорової дитини, денний стаціонар, щеплювальний кабінет, аптека та інші. Амбулаторія газифікована, у наявності є санітарний автомобіль, що дає можливість забезпечити на належному рівні виїзну допомогу.
У лютому 2010 р. громадська організація «Надія» реалізувала мікропроект «Сила громади — в здоров'ї людей». В рамках якого було встановлено 19 вікон та 2 дверей. Загальна вартість проекту 36264 тис. грн..

## Релігія
Історія  церкви. Майже до кінця дев'яностих років в нашому селі  Довгошиї храму не існувало. Бо в роки Німецько-радянської війни, а саме в 1943 році церква згоріла, а священик Володимир Копачевський був вбитий.
Всі ці роки односельчани відвідували  Божу службу в сусідніх селах — Борбин та Мошків.
У  1989 році силами громади села, яка звернулася до колгоспного і сільського керівництва для виділення земельної ділянки, було побудовано церкву, що вміщала 400—500 прихожан. Престол освячено Архієпископом Іренеєм, на честь Великомученика Георгія Побідоносця, якого Православна церква вшановує щороку 6 травня.
До Свято- Георгіївської парафії входили ще окрім Довгошиїв -  Пітушків та Речища. Першим настоятелем новозбудованого храму був протоієрей Іоан Солодчук. Після нього служили такі священики: Ярослав Парус і Василій Лазарчук.
| Українська Православна церква Московського патріархату. Свято-Георгіївський храм (мурований). 1991 р. (1802 р. на місці старої). Двічі ремонтована — у 1847 та 1868 р. В 1877 р. поставлена на кам'яний фундамент і покрита «залізом». Священику платили 244 руб., псаломщику — 50 руб., проскурниці — 16 руб. Дворів — 139. Прихожан — 1100. Є будинок для священика з господарськими прибудовами, який збудований у 1860 р. Церква знаходиться в центрі села. Форма побудови — кораблеподібна. У плані споруда є невеликою (238,4 м2). Чотири масивні стовпи розділяють інтер'єр церкви на три нефи, кожен з яких має апсиди багатокутної форми зі східного боку, на стіни і стовпи спирається склепіння і барабан куполу. Храм умовно поділений на три частини: Притвор, середня частина сюди входить амвон і солія, та вівтар. Вузькі вікна створюють загальний візуальний ефект руху вгору, відчуття піднесеної легкості. Розписи екстер'єру змінювали досить часто. Останні виконані роботи у 2002—2003 рр. місцевим художником Гаухою Миколою Івановичем. Восени 2011 р. було проведено вимушену реставрацію розпису також місцевим художником Шилом Юрієм Федоровичем. Стиль розпису васнецовський (академічний). 27.06.1941 р., на світанку під час бою, згоріла церква. |

У 1990 р. за кошти прихожан церква було відбудована. 25.02.1997 року знову згорів храм. У грудні 2002 р. було освячено престол в оновленому храмі. У 1997 році в лютому на Стрітення прийшов священик Іоан Шаправський. 24 лютого 1997 року храм повністю згорів і був відбудований на кошти односельчан і страховки «Оранта» та матеріальні пожертви від намісника Києво-Печерської Лаври, який у 2000 — ювілейному році від Різдва Христового 16 грудня і завершив чин освячення відбудованого храму.
Наша Свято-Георгіївська парафія налічує близько 350 дворів православно-віруючих людей. Богослужіння відбувається щонеділі, а також у всі інші церковні свята.

## Уродженці села
Микола Степанович Швець.
Народився у 1953 році в простій селянській сім'ї. Відчуваючи потяг до музики, після закінчення середньої школи юнак вступив на режисерський відділ Дубенського культосвітнього училища.
25 років Микола Швець пропрацював директором Довгошиївського будинку культури, був художнім керівником, вчителем музики в середній школі, а також 12 років очолював Довгошиївську музичну школу, яка функціонувала в той час.
Вірші Микола Степанович почав писати у 1994 році. На сьогодні у його доробку більш як 100 поезій, 15 з них стали піснями, музику до яких написав сам. Володіє Микола Степанович неабияким почуттям гумору. Підживлюючи свою творчу фантазію із джерел сьогодення, випробовує перо у сатиричному жанрі.
Однак не все так добре склалось у житті. Тридцять років тому з'явились проблеми із зором. З року в рік зір погіршувався. На операцію, яку пропонували лікарі, коштів не було, так само, як і надій на покращення. Микола Швець став інвалідом  І групи по зору. Єдина поки що мрія — оволодіти  рельєфно-крапковою системою Брайля.
Нині чоловік ходить за допомогою палички. У всьому допомагають найрідніші люди. Оскільки записувати Микола Степанович не в змозі, його вірші занотовують під диктовку дружина й діти. А загалом кожен свій шедевр він тримає у пам'яті. Володіючи організаторськими здібностями, самотужки влаштовує власні концерти у місцевому та сусідніх будинках культури, збираючи при цьому аншлаги. 

## Флора і фауна
Довгошиї — мальовниче село, і регіон, де розташовані Довгошиї, характеризується багатством природи та різноманітною флорою і фауною. 

### Флора
Регіон навколо села належить до зони змішаних лісів, тому тут зустрічається велика кількість різних видів рослин. Основні представники флори:
- Ліси: В лісах переважають дуб, сосна, береза, граб, липа. Можна зустріти також осику і ясен.
- Луки і поля: На відкритих територіях ростуть трави, такі як тонконіг, тимофіївка, пирій, люцерна, конюшина.
- Чагарники і кущі: Чагарникова рослинність представлена вербою, ліщиною, шипшиною, бузиною.

### Фауна
Фауна цього регіону також досить різноманітна. Лісисті райони і річкові долини створюють сприятливі умови для проживання різних видів тварин:
- Ссавці: У лісах можна зустріти косуль, лисиць, зайців, диких свиней. Також є білки, їжаки, кажани.
- Птахи: У регіоні поширені такі птахи, як сови, дятли, синиці, горобці, лелеки, яструби. На відкритих луках можна зустріти жайворонків та шпаків.
- Плазуни і земноводні: Серед представників плазунів є ящірки, змії, а також жаби й тритони, які мешкають у водних біотопах.
- Риби: Є кілька ставків та річка Путилівка, і у цих у водоймах можна знайти таких риб, як короп, карась сріблястий, щука, окунь, плотва.

Така різноманітність рослинного і тваринного світу робить регіон привабливим для любителів природи та дослідників.

## Галерея

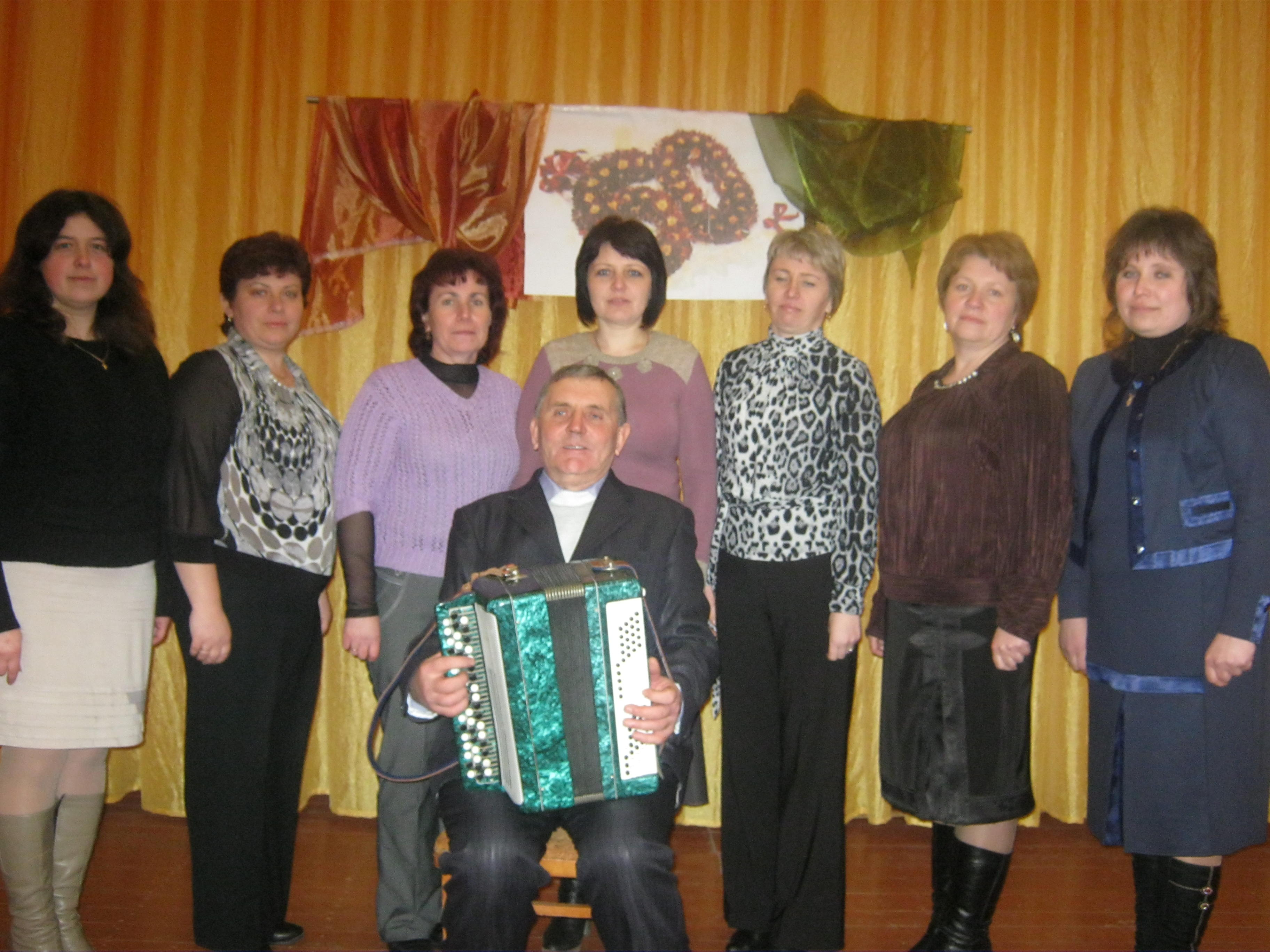
"Поезія звуків" свято до 60-річчя з дня народження Миколи Швеця - місцевого поета-аматора
Великдень у ДовгошияхВеликдень у Довгошиях